# Marcel Flückiger
Marcel Flückiger (20. juni 1929 - 27. november 2010) var en schweizisk fodboldspiller (forsvarer). Han spillede for BSC Young Boys og for Schweiz' landshold. Han var med i den schweiziske trup til VM 1954 på hjemmebane, men kom dog ikke på banen i turneringen, hvor schweizerne blev slået ud i kvartfinalen.